# Publius Servilius Vatia Isauricus (consul en -48)
Pour les articles homonymes, voir Publius Servilius Vatia Isauricus.
Publius Servilius Vatia Isauricus est un homme politique de la fin de la République romaine, consul éponyme en 48 et 41 av. J.-C. Il est généralement considéré comme une marionnette de Jules César, ayant une longue amitié avec le dictateur.

## Famille
Il est le fils de Publius Servilius Vatia Isauricus, consul en 79 av. J.-C., qui prend Isaura, la capitale de l'Isaurie, en 75 av. J.-C. Il hérite donc de ce surnom.
Il a une fille, Servilia, brièvement fiancée à Octavien vers 44/42 av. J.-C.

## Biographie
Au cours de sa jeunesse, il prend Caton le Jeune comme modèle de vie et Cicéron le considère comme un partisan des optimates.
En 54 av. J.-C., il est élu préteur et s'oppose à Caius Pomptinus dans son effort d'obtenir un triomphe à la suite de sa victoire en Narbonnaise huit années plus tôt contre les Allobroges.
Lorsque la guerre civile opposant César et Pompée éclate, il fait défection au parti aristocratique et rejoint le camp de César. En 48 av. J.-C., ce dernier fait de lui son collègue comme consul puis quitte Rome pour combattre Pompée en Grèce, laissant les rênes de l'État à Vatius.
Le préteur populares Marcus Caelius Rufus a mené une foule contre son régime, durant son consulat au sujet de la suppression de toute la dette dans la ville. En fait Caelius n'a aucun pouvoir juridique sur la position des dettes, sa magistrature de préteur pérégrin concernant les étrangers à Rome. Alors que des troupes traversent Rome pour rejoindre la guerre entre César et Pompée, le consul les envoie au Forum Romanum contre Caelius, mais ils sont attaqués par la foule : c'est la première fois que les citoyens romains attaquent leurs propres troupes dans la ville. Caelius n'est donc pas arrêté par le consul, et s'enfuit hors de la ville rejoindre Titus Annius Milo, dans une insurrection contre César. Ils sont capturés et exécutés.
En 46 av. J.-C., il devient proconsul d'Asie.
Après le meurtre de César, en 44 av. J.-C., il prend le parti du Sénat contre Marc Antoine. Il prend une part active dans les débats au Sénat contre Antoine  lors de la guerre civile de Modène,,,.
Quand Octavien se fiance à sa fille Servilia, il abandonne la cause sénatoriale et fait la paix avec Marc Antoine. Son nom n'apparaît donc pas sur les listes de proscription.
Lors de la formation du second triumvirat, Octavien casse ses fiançailles avec Servilia afin d'épouser Clodia Pulchra, la fille de Fulvie, l'épouse d'Antoine.
Comme une compensation pour ces dommages, il est de nouveau élu consul en 41 av. J.-C. aux côtés de Lucius Antonius.
Il est à Rome quand son collègue s'empare un temps de la ville lors de la guerre de Pérouse. Il ne l'appuie pas mais ne s'y oppose pas non plus activement,,.
Selon certains auteurs, sa fille Servilia semble finalement avoir épousé Lépide le Jeune, le fils du triumvir Lépide, lui-même ayant vu ses fiançailles rompues avec la fille d'Antoine, Antonia de Trallès. Cependant, d'autres auteurs affirment que Lépide le Jeune épouse une femme romaine anonyme qui est une descendante du triumvir Pompée et du dictateur Sylla.